# Акуто
Аку́то (итал. Acuto) — коммуна в Италии, расположен в области Лацио, подчинён административному центру Фрозиноне (провинция).
Население составляет 1 857 человек, плотность населения составляет 143 чел./км². Коммуна занимает площадь 13 км². Почтовый индекс — 3010. Телефонный код — 00775.
Покровителем города почитается святой Маврикий, празднование 22 сентября.